# Lago Mönchteich
El lago Mönchteich (en alemán: Mönchteichsee) es un lago situado en el distrito de Llanura Lacustre Mecklemburguesa, en el estado de Mecklemburgo-Pomerania Occidental (Alemania), a una altitud de 62.4 metros; tiene un área de 4.2 hectáreas.
Se encuentra ubicado cerca de la orilla oeste del lago Müritz, el mayor de Alemania.